# Dazed and Confused (film)
Dazed and Confused is een Amerikaanse speelfilm uit 1993 onder regie van Richard Linklater. De titel is gebaseerd op het gelijknamige nummer van Led Zeppelin. In Groot-Brittannië bestaat er ook een tijdschrift met dezelfde naam.

## Verhaal
De film vertelt het verhaal van een groepje laatstejaars van de middelbare school, die volgend jaar voor het eerst naar de universiteit gaan.

## Rolverdeling
| Acteur              | Personage            |
| ------------------- | -------------------- |
| Jason London        | Randall "Pink" Floyd |
| Matthew McConaughey | David Wooderson      |
| Sasha Jenson        | Don Dawson           |
| Shawn Andrews       | Kevin Pickford       |
| Ben Affleck         | O'Bannion            |
| Milla Jovovich      | Michelle Burroughs   |
| Rory Cochrane       | Ron Slater           |
| Anthony Rapp        | Tony Olson           |
| Wiley Wiggins       | Mitch Kramer         |
| Adam Goldberg       | Mike Newhouse        |
| Marissa Ribisi      | Cynthia Dunn         |
| Cole Hauser         | Benny O'Donnell      |
| Joey Lauren Adams   | Simone Kerr          |
| Michelle Burke      | Jodi Kramer          |
| Christin Hinojosa   | Sabrina Davis        |
| Parker Posey        | Darla Marks          |

## Trivia
- Renée Zellweger heeft een cameo in de film.
- Het woord "man" wordt 203 keer gezegd in de film.